# Der Schatten des Kommandanten
Der Schatten des Kommandanten (Originaltitel The Commandant’s Shadow) ist ein 2024 erschienener Dokumentarfilm von Daniela Völker.

## Inhalt
Zu Beginn spazieren Hans-Jürgen Höss und sein Sohn Kai Höss durch die israelische Wüste. Dazu wird aus der Autobiografie ihres Vaters bzw. Großvaters Rudolf Höß zitiert, der 1917 als jüngster deutscher Unteroffizier die Wüste durchquerte. Im Jahr 1941 wurde er zum Kommandanten des KZ Auschwitz berufen. Danach wechselt die Handlung nach London, wo Maya Lasker-Wallfisch mit ihrer Mutter Anita Lasker-Wallfisch über ihre Kindheit spricht. Diese hatte den Holocaust in Auschwitz nur überlebt, weil sie im Mädchenorchester von Auschwitz spielte. Maya wirft ihr vor, so abgestumpft gewesen zu sein, dass sie ihre Tochter nicht habe erziehen und ihr die notwendige Liebe schenken können. Ihre Mutter stimmt dem zu.

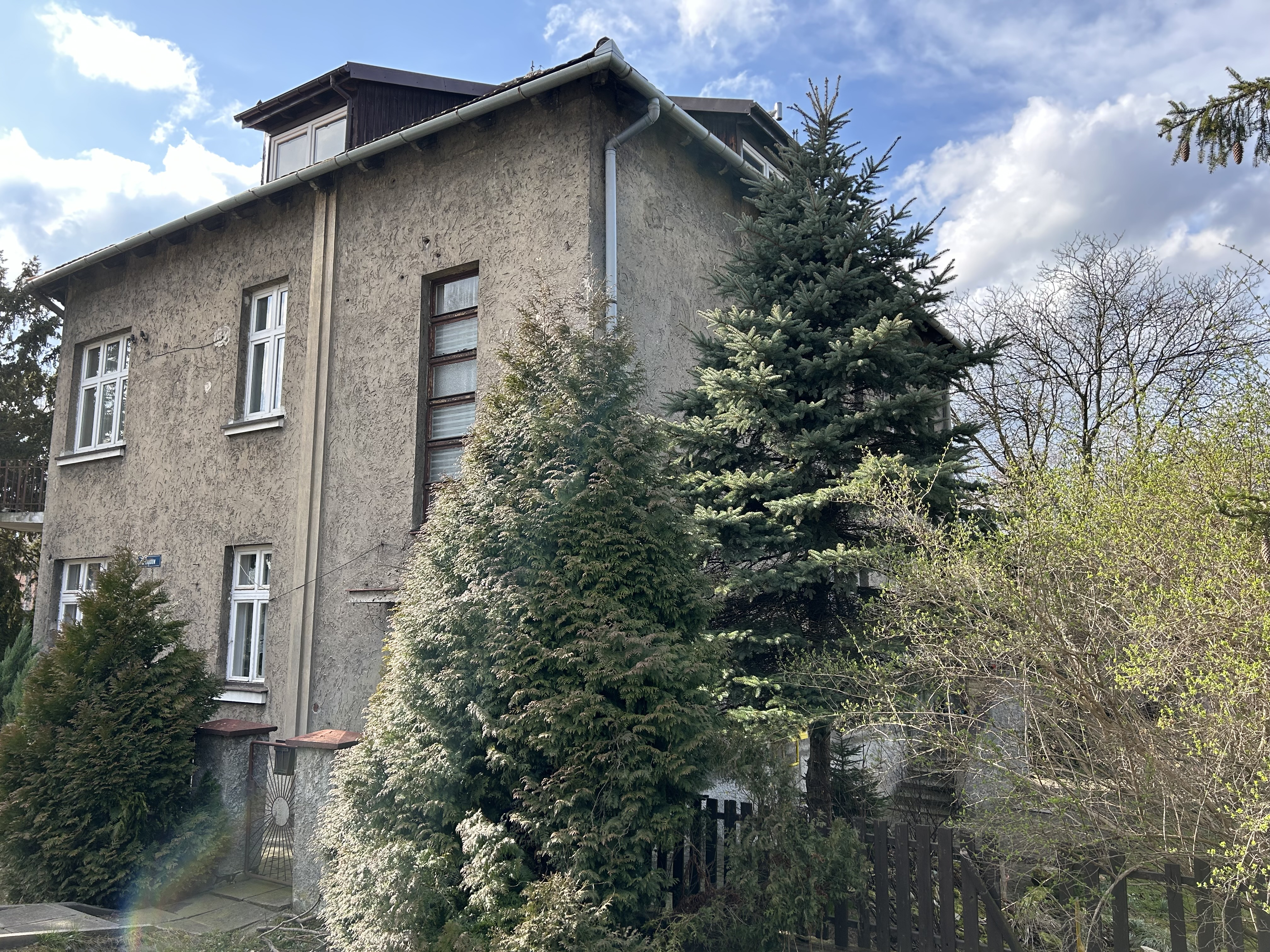
Villa der Familie Höß am KZ Auschwitz

In einer Kleinstadt in Süddeutschland wohnt Kai Höss und arbeitet dort als Priester in einer englischsprachigen Freikirche. In einer Privatwohnung feiert er eine Andacht und spricht auch die Schuld seines Großvaters an. Derweil erzählt sein Vater Hans-Jürgen Höss von seiner Kindheit in der Villa bei Auschwitz. In einer Vorausblende begeht er die Villa und sein altes Kinderzimmer. Dort weist er aus dem Fenster, von wo er das Krematorium sehen konnte. An Ascheregen oder andere Geräusche des Lagers will er sich nicht erinnern können. Nur einmal hätte er mit seinen Geschwistern gesehen, wie ein Häftling am Stacheldrahtzaun erschossen wurde. Zudem gibt er an, die Autobiografie seines Vaters Kommandant in Auschwitz nie gelesen zu haben, obwohl Kai sich erinnert, dass sie jahrelang im Wohnzimmer stand. Für diesen Film hat er dies nachgeholt und so werden einzelne Passagen aus dem Werk vorgelesen, die jeweils Zeitzeugenberichte untermalen oder kontrastieren.
Maya spricht mit ihrer Mutter über ihre Identität als Deutsche und offenbart, dass sie plant nach Berlin zu ziehen, um ihrer Herkunft näher zu kommen. Die Mutter reagiert wie üblich neutral und unterstützt Maya sodann beim Umzug. Einige Zeit später fährt sie nach Polen, um das Haus der Familie in Breslau zu sehen. Dieses wurde allerdings schon vor langer Zeit durch ein modernes Bürogebäude ersetzt und so Maya eine Verbindung zur Vergangenheit genommen. Daraufhin besucht sie ein Holocaust-Mahnmal in einem nahegelegenen Wald, wo sie eine Kerze und Bilder ihrer Großeltern aufstellt. Mit einem Videoanruf zeigt sie ihrer Mutter das Denkmal.
Hans-Jürgen Höss reist derweil mit seinem Sohn nach New York, um seine Schwester zu besuchen. Brigitte Höß war nach dem Krieg Model und wanderte in die USA nach New York aus, wo sie von Hans-Jürgen besucht wird. Dabei setzt er sich eine spielerische Krone auf, um wie in ihrer Kindheit als Froschkönig seiner Schwester als Prinzessin das Gold zu bringen. Diese ist erheitert und unterhält sich in ihrem Wohnzimmer über die gemeinsame Kindheit. Sie hat die Autobiografie ihres Vaters ebenso gelesen und drückt die Grauen des Holocaust treffender aus, wobei sie in einem Nebensatz die Anzahl der Toten anzweifelt, da es ja so viele Überlebende gebe. Auch erinnert sie sich an die Rolle ihrer gemeinsamen Mutter Hedwig Höß, die nach dem Krieg ohne Witwenrente die fünf Kinder versorgen musste. Erst 1964 trat sie öffentlich auf, als sie bei den Auschwitzprozessen aussagen muss. Später besucht Hans-Jürgen Höss ihr Urnengrab, das nur mit „Mutti“ und ihren Lebensdaten markiert ist.

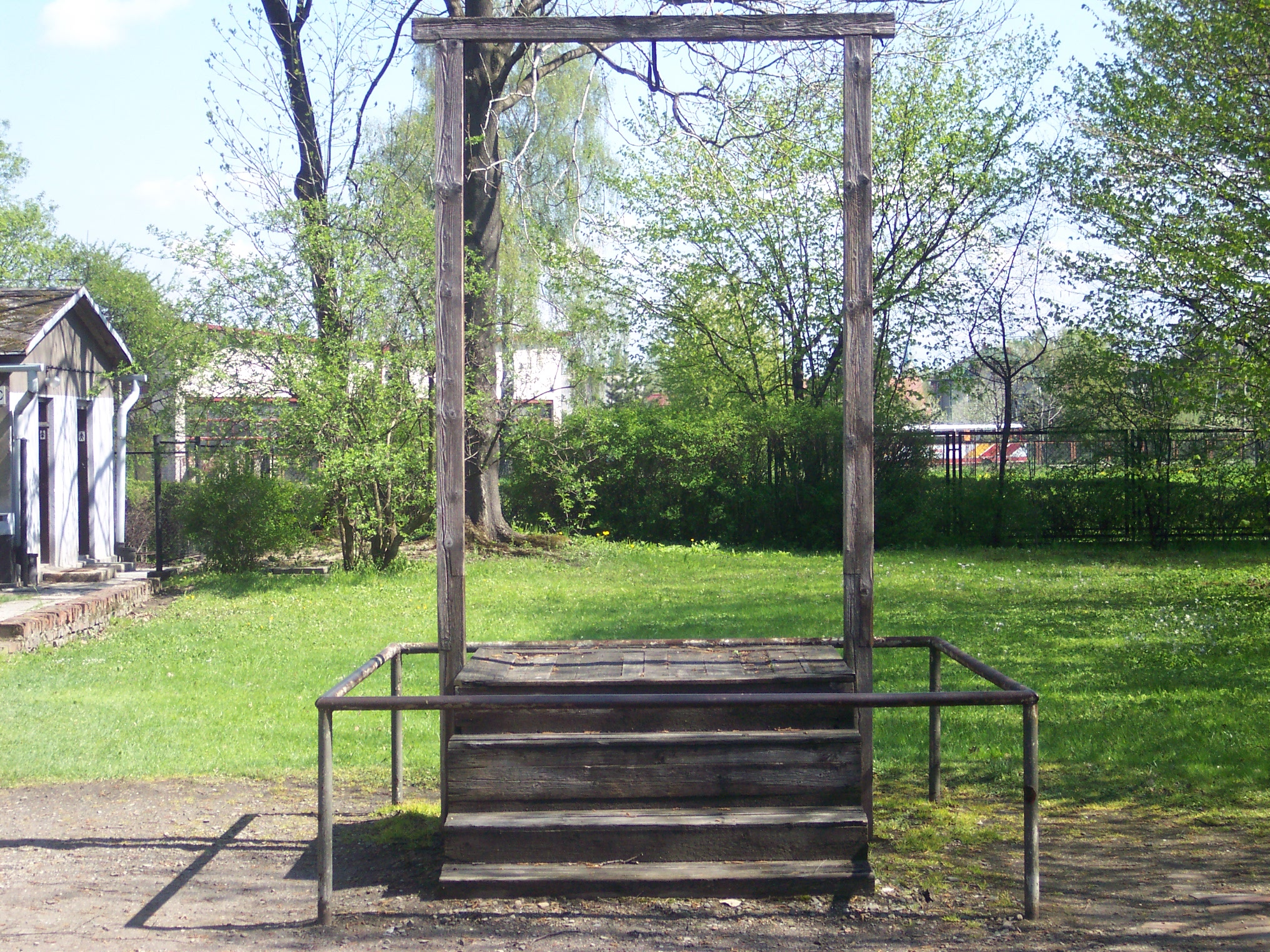
Der Galgen, an dem Rudolf Höss gehängt wurde

Zu Besuch in London schlägt Maya ihrer Mutter vor, zusammen mit Hans-Jürgen und Kai Höss die Gedenkstätte Auschwitz-Birkenau zu besuchen, doch Anita Lasker-Wallfisch lehnt aufgrund ihres Gesundheitszustandes ab, bietet aber an, die beiden zu Kaffee und Kuchen nach London einzuladen. In Oświęcim angekommen treffen sich die drei im Café der letzten erhaltenen Synagoge der Stadt und sind von der Bedeutung des Moments ergriffen. Am nächsten Tag besuchen sie die Gedenkstätte und laufen an den Gleisen des Bahnhofs entlang und betreten eine Gaskammer. Dort wird auch Hans-Jürgen Höss die Schwere der Schuld seines Vaters bewusst. Zuletzt gehen die beiden zum Galgen, an dem Rudolf Höß 1947 gehängt wurde.
Zurück in Deutschland feiert Kai Höss einen Gottesdienst, in dem er aus dem Alten Testament zitiert: „Denn ich bin der HERR, dein Gott, ein eifersüchtiger Gott: Ich suche die Schuld der Väter an den Kindern heim, an der dritten und vierten Generation, bei denen, die mich hassen;“ (Ex 20,5 ). Er fragt rhetorisch, ob nun die Schuld seines Großvaters ebenfalls auf ihn übergegangen ist, stellt aber klar, dass er (und die Gemeindemitglieder) durch das Opfer Christi gerettet wurden. Zuletzt besuchen Hans-Jürgen und Kai Höss Maya und Anita Lasker-Wallfisch in London, wo Hans-Jürgen Kuchen mitgebracht hat und sich für die Verbrechen seines Vaters entschuldigt. Anita Lasker-Wallfisch antwortet, dass sie seine Anreise mutig findet. Generell macht sie auf die Bedeutung der Erinnerung an den Holocaust aufmerksam und sagt zugleich, dass die Nachfahren nicht die moralische Schuld ihrer Vorfahren erben.

## Produktion
Teilweise wird die Doku mit dem Spielfilm The Zone of Interest verglichen, der sich mit dem Leben von Rudolf Höß und seiner Familie am Rande des KZ beschäftigte.
Der Film wurde von den Studio Snowstorm, Creators Inc. und New Mandate Films produziert. HBO Documentary Films und Warner Bros. Pictures erwarben im April 2024 mit Fathom Events die Rechte am Film. Der Film kam am 29. Mai 2024 in die amerikanischen Kinos.

## Rezeption
Ayala Goldmann für die Jüdische Allgemeine: „Diesen Film muss man gesehen haben: Der Schatten des Kommandanten von Daniela Völker (ab 13. Juni im Kino) ist eine zwingende Ergänzung zu Jonathan Glazers Oscar-prämiertem Spielfilm The Zone Of Interest über das Privatleben von Auschwitz-Kommandant Rudolf Höß, seiner Frau Hedwig und ihren fünf Kindern [...]. Doch im Gegensatz zu Glazer hat Völker in der Original-Villa gedreht.“
Nach David Ehrlich von IndieWire will die Regisseurin Völker, die bittersüße Begegnung zwischen Höß und Lasker-Wallfisch nicht als bedeutungsvolle Anklage gegen die Schrecken unserer Geschichte verstanden wissen. Der Film hoffe, dass es einen Weg gäbe, seine Probanden über ihre psychischen Wunden hinwegzutrösten oder sie zumindest zu ermutigen, ihr grundlegendes Trauma in einem neuen Licht zu sehen. Bedauerlicherweise erweist sich „Nie wieder“ als fehlgeleitetes Ethos für einen Film über Schmerz, der so offenkundig unbewältigt ist, sowohl in seinen Figuren als auch in einer Welt, die nichts aus den Lektionen gelernt hat.
Stefan Willeke für Die Zeit: „So kreist die Regisseurin Daniela Völker um die verstörende und aufwühlende Frage: Wie hat es der Sohn des Massenmörders geschafft, sich ein Leben lang an die Illusion von der eigenen Unbefangenheit zu klammern? [...] [Es ist] ein bewegender Film. Er handelt von dem Veränderungswillen eines Menschen, der im hohen Alter die Flucht vor der eigenen Geschichte beendet.“
Nicolas Freund für die Süddeutsche Zeitung: „Trotzdem ist „Der Schatten des Kommandanten“ weder Holocaust-Kitsch noch Verklärung. Wie „The Zone of Interest“ legt er die psychologischen Mechanismen hinter dem Umgang mit den Massenmorden offen. Er warnt vor dem Massenmörder in der Maske des Familienvaters – auch für die Zukunft. [...] Indem der Film diese Zeugen noch einmal zu Wort kommen lässt, ist „Der Schatten des Kommandanten“ nicht nur psychologische Studie, Erinnerung und Historie. Er ist selbst ein Zeitdokument.“